# Brunswick, Ohio
Brunswick är en stad (city) i Medina County i Ohio. Av stor betydelse för ortens utveckling var järnvägsförbindelsen till Cleveland år 1901.